# Um Sonhador
Um Sonhador é o 12º álbum de estúdio da dupla sertaneja brasileira Leandro & Leonardo, sendo o último feito enquanto juntos. Foi lançado em julho de 1998, pouco tempo depois do falecimento de Leandro.
O álbum foi lançado com uma tiragem inicial de 1,5 milhões de unidades. Embora algumas fontes apresentem as vendagens entre mais de 2 e 3 milhões, o álbum recebeu da ABPD apenas 1 disco de diamante, que é equivalente a um milhão de cópias vendidas. Por desejo de Leandro, 3% arrecadados com os lucros do CD foram doados para instituições de combate ao câncer.
Em 1999, a canção "Um Sonhador" recebeu o Troféu Imprensa de "Melhor Música". A faixa "Amor de Novela" tem como vocalista principal Leandro.

## Faixas
| N.º | Título                    | Compositor(es)                                | Duração |  |
| 1.  | "Deu Medo"                | César Augusto / Cecílio Nena                  | 4:12    |  |
| 2.  | "Solidão Por Perto"       | Cecílio Nena / João Gabriel                   | 4:05    |  |
| 3.  | "Tô Querendo Você"        | Augusto César / José Augusto                  | 4:06    |  |
| 4.  | "Dia de Rodeio"           | Cacá Morais / Marcos Sabino / Gil Cardoso     | 3:55    |  |
| 5.  | "Copo de Vinho"           | César Augusto / Piska                         | 4:40    |  |
| 6.  | "Amor Dividido"           | Negro Cosmo / Anísio Ramos                    | 4:12    |  |
| 7.  | "Não Entrego"             | César Augusto / Piska                         | 4:09    |  |
| 8.  | "Cumade e Cumpade"        | Rivanil                                       | 3:14    |  |
| 9.  | "Tô Dando o Fora"         | Leandro / Leonardo                            | 3:39    |  |
| 10. | "Machucando o Coração"    | Martinha                                      | 4:39    |  |
| 11. | "Abandonado (Abandonada)" | Michael Sullivan / Paulo Sérgio Valle         | 4:38    |  |
| 12. | "Vou Onde Você Estiver"   | Conrado / Aldoastro                           | 4:14    |  |
| 13. | "Amor de Novela"          | Junno                                         | 4:04    |  |
| 14. | "Paixão de Rodeio"        | Regis Danese / Alexandre Pires / Luiz Cláudio | 3:35    |  |
| 15. | "Um Sonhador"             | César Augusto / Piska                         | 3:58    |  |

## Tabelas

### Tabelas semanais
| Tabela musical (1998) | Melhor posição |
| --------------------- | -------------- |
| Brasil (Nopem)        | 1              |

## Certificações
| País                       | Certificação | Data | Vendas certificadas |
| -------------------------- | ------------ | ---- | ------------------- |
| Brasil (Pro-Música Brasil) | Diamante     | 1998 | 3.000.000           |